# Заречный (вулкан)
Заречный — потухший щитовой вулкан на Камчатке. С севера соединяется с более старшим и высоким вулканом — Харчинским. Сомма высотой 720 метров в вершинной кальдере имеет конус Заречно-Озерной.
Абсолютная высота — 754 м.